# Frances Oldham Kelsey
Pour les articles homonymes, voir Kelsey.
Frances Kathleen Oldham Kelsey, née le 24 juillet 1914 et morte le 7 août 2015 , est une pharmacologue et médecin canadienne, connue pour être l'experte de la Food and Drug Administration qui a refusé l'autorisation de mise sur le marché du thalidomide parce qu'elle estimait son innocuité non démontrée. Ses craintes s'avérèrent parfaitement justifiées lorsqu'il fut prouvé que le thalidomide cause de graves malformations chez les nouveau-nés. La carrière de Kelsey a été marquée par le passage de lois qui renforçaient le contrôle de la FDA sur l'industrie pharmaceutique.

## Naissance et éducation

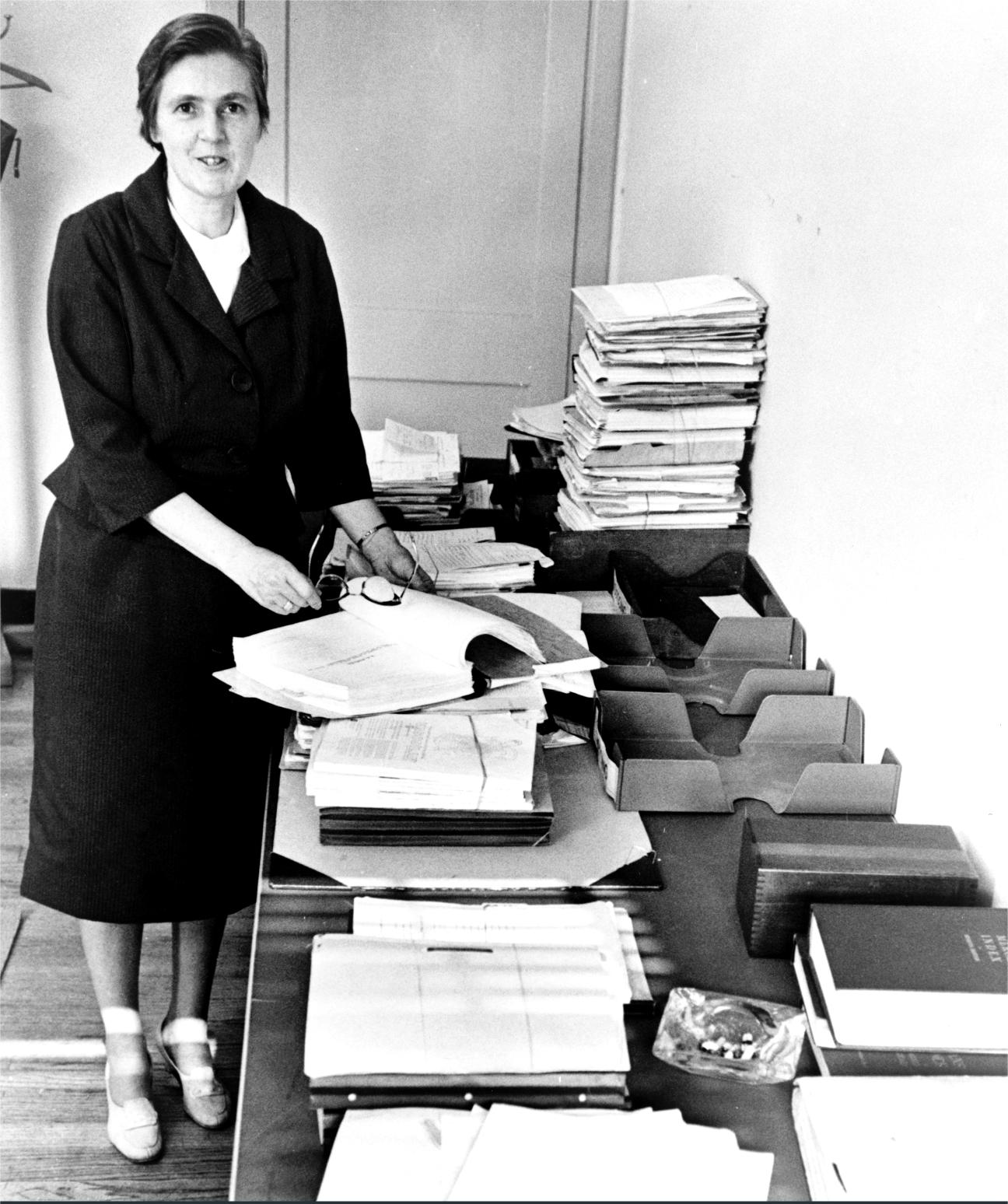
Photographie du Dr. Frances O. Kelsey datant des années 1960

Née Frances Kathleen Oldham le 24 juillet 1914 à Cobble Hill sur l'île de Vancouver, en Colombie-Britannique, Kelsey sort de l'école diplômée à quinze ans, et poursuit ses études au Victoria College (aujourd'hui Université de Victoria), pendant deux ans. Elle étudie ensuite la pharmacologie à l'Université McGill.
Elle y complète un baccalauréat universitaire ès sciences, puis une maîtrise universitaire ès sciences en pharmacologie, en 1935, et « sur la suggestion d'un professeur, [elle] écrit à E. M. K. Geiling, M.D., un chercheur notable [qui] démarrait un nouveau département de pharmacologie à l'université de Chicago, pour demander une place comme doctorante. » Geiling suppose que Frances est un homme et lui offre la position. Frances accepte et commence à travailler pour Geiling en 1936. Au cours de sa deuxième année, Geiling est engagé comme consultant par la FDA pour étudier les morts suspectes liées à l'élixir Sulfanilamide, un médicament de la classe des sulfonamides. Kelsey est son assistante sur ce projet, qui montre que les 107 morts causées par l'élixir étaient dues au solvant utilisé, le diéthylène glycol.
L'année suivante, le congrès des États-Unis passe le Federal Food, Drug, and Cosmetic Act de 1938. Cette même année Kelsey termine son doctorat de pharmacologie à l'université de Chicago. On attribue au travail de Kelsey pour le compte de Geiling son intérêt pour les tératogènes - ces substances qui provoquent des malformations congénitales.

## Début de carrière et mariage

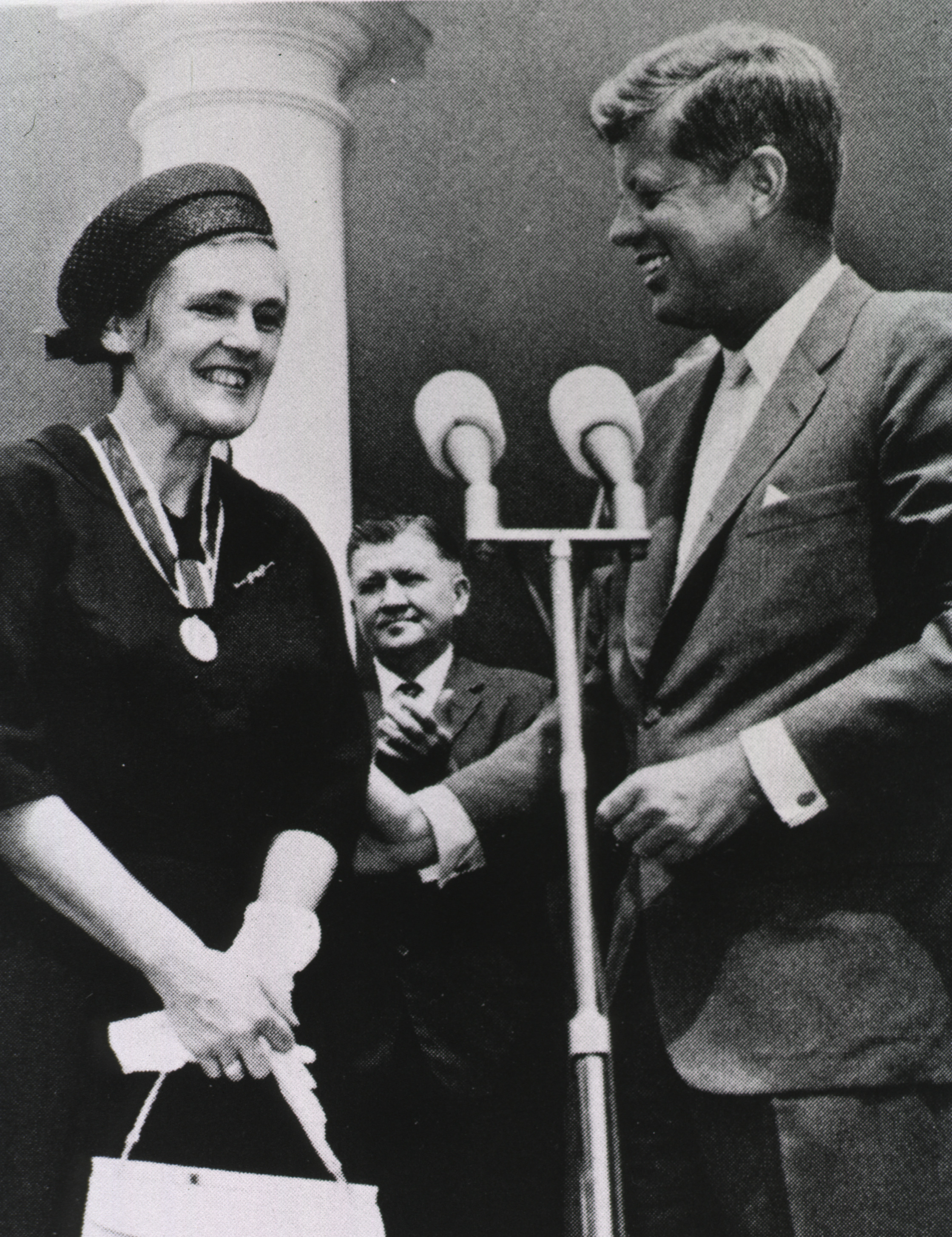
En 1962, Frances Kelsey reçoit, du président John F. Kennedy, le President's Award for Distinguished Federal Civilian Service.

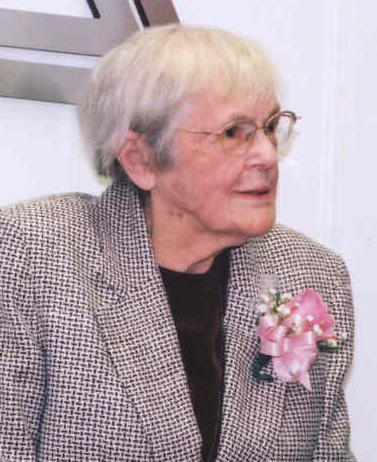
Frances Oldham Kelsey, âgée de 87 ans, lors de la réception de la FDA commémorant son entrée dans le National Women's Hall of Fame.

Après avoir terminé son doctorat, Kelsey rejoint la faculté de l'université de Chicago. En 1942, comme de nombreux pharmacologues, Kelsey cherche un remède synthétique pour la malaria (pour remplacer la quinine, d'origine naturelle et disponible en trop faibles quantités). Au cours de ces études, Kelsey apprend que certaines substances médicamenteuses peuvent traverser la barrière placentaire. C'est également à cette période qu'elle rencontre un collègue, le Dr Fremont Ellis Kelsey, qu'elle épouse en 1943.
Au cours de son séjour à la faculté de l'université de Chicago, Kelsey reçoit un doctorat en médecine. Elle complète son travail d'enseignement avec des travaux comme éditeur associé pour le journal de l'Association médicale américaine pendant deux ans. Kelsey quitte l'université de Chicago en 1954 et décide de prendre une position de professeur de pharmacologie à l'université du Dakota du Sud. Elle déménage avec son mari et leurs deux filles à Vermillion, au Dakota du Sud, où elle enseigne jusqu'en 1957.

## Travail à la FDA et thalidomide
En 1960, Kelsey est embauchée par la Food and Drug Administration (FDA) à Washington, DC. À ce moment, elle fait partie des rares employés à analyser les demandes de mise sur le marché des médicaments pour la FDA (seulement sept employés à temps plein et quatre jeunes docteurs à temps partiel). L'une de ses premières missions au service de la FDA est d'examiner la demande de Richardson Merrell pour la mise sur le marché du thalidomide, sous le nom de marque Kevadon, comme tranquillisant et analgésique, spécialement indiqué pour traiter les nausées matinales des femmes enceintes. Bien qu'il ait déjà été autorisé au Canada et dans une vingtaine de pays européens et africains, elle refuse l'autorisation en l'état, demandant plus d'études cliniques. Malgré la pression du fabricant du thalidomide, Kelsey persiste à demander plus d'informations pour expliquer une étude anglaise qui documentait un effet secondaire sur le système nerveux.
L'insistance de Kelsey pour demander plus de tests avant autorisation se trouva amplement justifiée lorsque le lien fut fait entre les naissances d'enfants difformes en Europe et la consommation de thalidomide par leurs mères durant la grossesse. Les chercheurs découvrirent que le thalidomide traverse la barrière placentaire et cause de graves malformations congénitales chez l'enfant. Kelsey fut célébrée comme une héroïne en première page du Washington Post pour avoir évité que la même tragédie ne se produise aux États-Unis. Morton Mintz (en), auteur de l'article du Washington Post, écrivit que « [Kelsey] évita… la naissance de centaines, voire probablement de milliers d'enfants sans bras ou sans jambes. »
À la suite de l'article de Morton en juillet 1962, l'opinion publique demande des mesures. L'amendement Kefauver Harris est passé à l'unanimité par le Congrès en octobre 1962 pour renforcer la réglementation sur les médicaments. Les entreprises doivent désormais démontrer l'innocuité de nouvelles substances, rapporter les réactions négatives à la FDA, et demander le consentement des patients qui participent à des études cliniques. Les réformes des procédures de tests demandent « des contraintes plus strictes sur les tests et la distribution de nouvelles substances pharmaceutiques » pour éviter que de tels problèmes ne se reproduisent. Les amendements reconnaissent aussi pour la première fois qu'« il faut que l'efficacité soit établie avant la mise sur le marché. »
Pour son opposition à l'autorisation du thalidomide aux États-Unis, Kelsey reçoit le President's Award for Distinguished Federal Civilian Service (médaille présidentielle pour service fédéral civil remarquable) des mains du président John F. Kennedy. Elle est alors la deuxième femme ainsi honorée.
Après avoir reçu cette récompense, Kelsey continue son travail à la FDA. Elle y joue un rôle-clé dans la rédaction et la mise en application des amendements de 1962. Elle devient également responsable de la direction de la surveillance des tests des substances pharmaceutiques à la FDA. Kelsey prend finalement sa retraite en 2005, à 90 ans, après 45 ans au service de la FDA.

## Reconnaissance

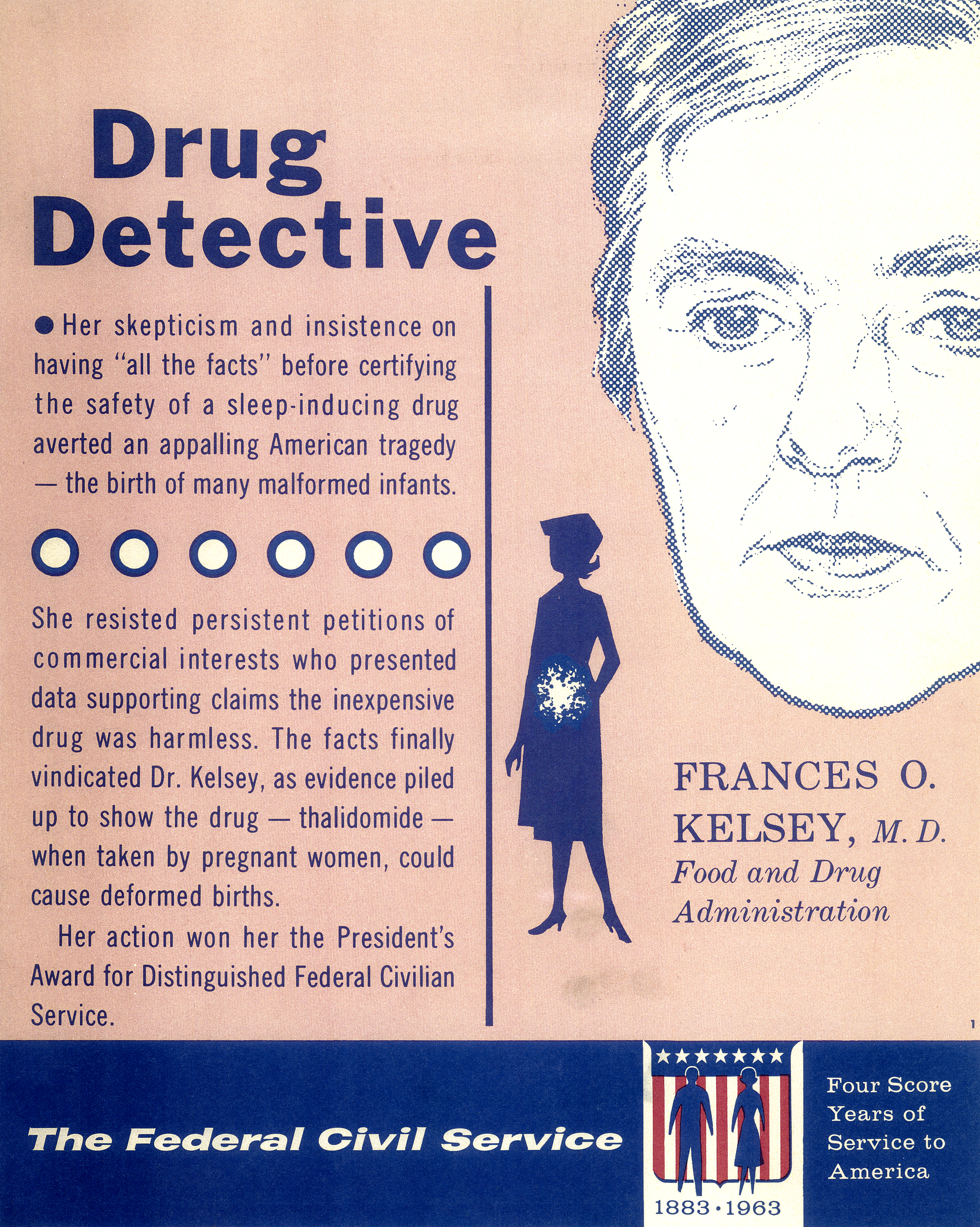
La Drug Detective (la détective des médicaments).

En 2010, la FDA honore Kelsey en nommant l'une de leurs récompenses d'après elle. En créant la récompense, le directeur du centre Steven K. Galson (en) dit « Je suis très heureux d'avoir établi le Dr Frances O. Kelsey Drug Safety Excellence Award et d'en reconnaître les premiers récipiendaires pour leurs réalisations remarquables dans cet aspect important de la législation sur les médicaments. »
- 1962 : President's Award for Distinguished Federal Civilian Service[7]
- 1963 : Gold Key Award de l'association des anciens étudiants en médecine et biologique de l'université de Chicago[16]
- 2000 : Ajout au National Women's Hall of Fame[13]
- 2001 : Nommée mentor virtuel de l'Association médicale américaine[17]
- 2006 : Attribution du Foremother Award par le National Research Center for Women and Families[18]
- 2010 : Kelsey Award de la FDA[19]. Kelsey a reçu le premier Kelsey Award, qui doit être attribué tous les ans à un membre de la FDA[20].
- Le collège Frances Kelsey à Mill Bay, en Colombie-Britannique, est nommé en son honneur[21].
- L'astéroïde (6260) Kelsey est nommé d'après elle[22].
- 2012 : Kelsey a reçu un doctorat honoraire en science de l'Université de Vancouver Island en juin 2012[23].
- 2015 : Elle est intronisée dans l'ordre du Canada moins de 24 heures avant sa mort[24],[25]